# Gran Premi de Losail
El Gran Premi de Losail va ser una cursa ciclista d'un sol dia que es disputava a Qatar. Només es disputà la primera edició de 2008 i va formar part de l'UCI Asia Tour, amb una categoria 1.2.

## Palmarès
| Any  | Vencedor             | Segon        | Tercer     |
| ---- | -------------------- | ------------ | ---------- |
| 2008 | Abdelbasset Hannachi | Ahmed Mraihi | Serge Herz |